# Miami-Marathon

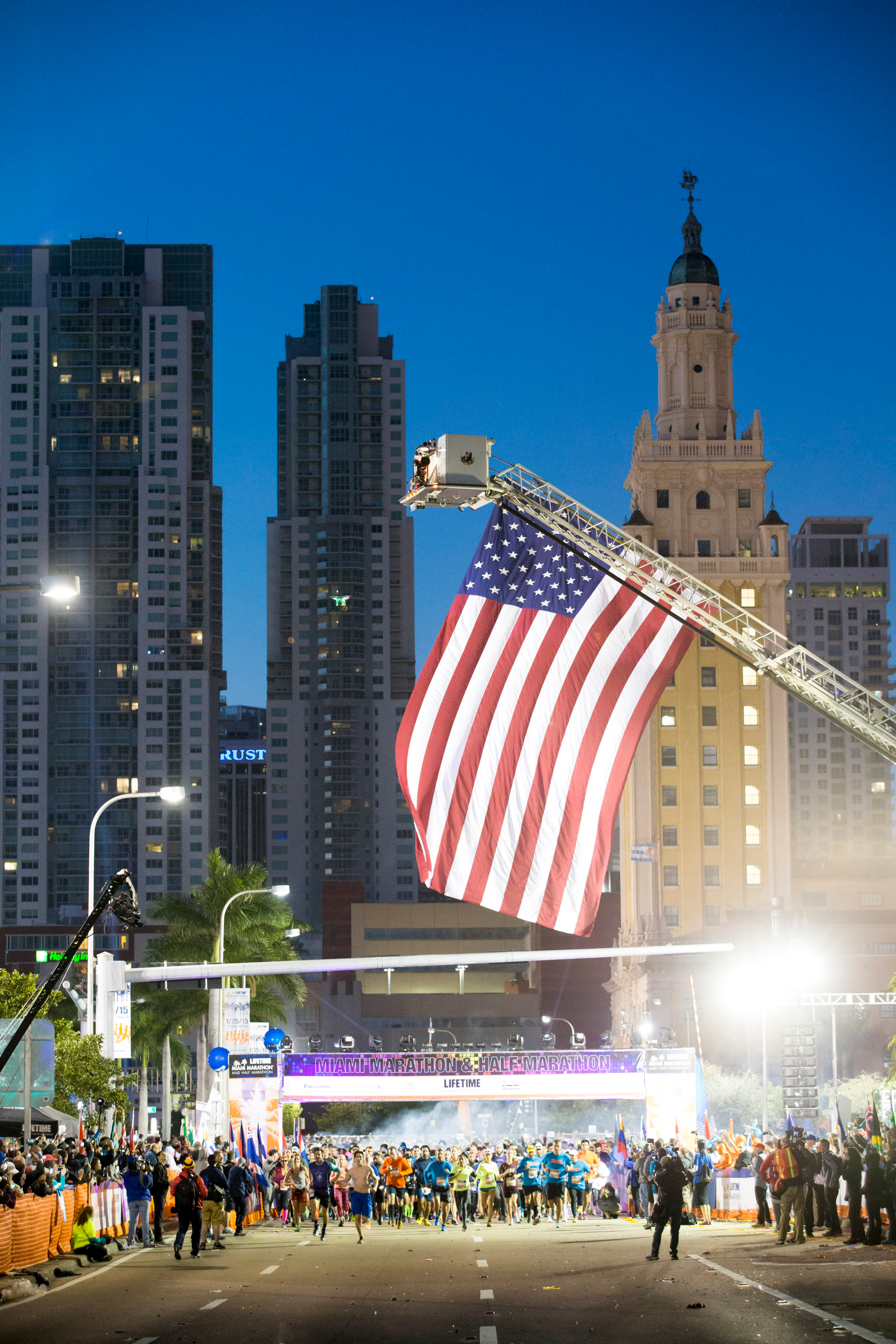
Start 2015

Der Miami-Marathon ist ein Marathon, der seit 2003 in Miami in den Vereinigten Staaten stattfindet.
Neben dem Marathon werden auch ein Halbmarathon und ein 5-Kilometer-Lauf ausgetragen.

## Statistik

### Streckenrekorde
Marathon
- Männer: 2:12:22 h, David Ruto, 2003
- Frauen: 2:34:11 h, Hiromi Ominami, 2006

#### Marathon
Zahlen hinter dem Namen geben die Anzahl der bisherigen Siege an.
| Datum         | Männer                   | Zeit (h) | Frauen                      | Zeit (h) |
| ------------- | ------------------------ | -------- | --------------------------- | -------- |
| 2. Feb. 2003  | David Ruto               | 2:12:22  | Volga Yudziankova           | 2:40:23  |
| 1. Feb. 2004  | William Gomez Amorin     | 2:14:42  | Stacie Alboucrek            | 2:42:32  |
| 30. Jan. 2005 | Elias Rodrigues Bastos   | 2:17:24  | Sandra Ruales Mosquera      | 2:37:00  |
| 29. Jan. 2006 | Ruben Garcia Gomez       | 2:18:15  | Hiromi Ominami              | 2:34:11  |
| 28. Jan. 2007 | Teshome Gelana           | 2:17:51  | Romilla Burgangulova        | 2:40:22  |
| 27. Jan. 2008 | Jose Garcia              | 2:17:43  | Kelly Liljeblad             | 2:47:13  |
| 25. Jan. 2009 | Benazzouz Slimani        | 2:16:49  | Michele Suskek              | 2:43:31  |
| 31. Jan. 2010 | Michael Wardian          | 2:28:39  | Brett Ely                   | 2:45:36  |
| 30. Jan. 2011 | Tesfaye Alemayehu        | 2:12:57  | Alena Vinitskaya            | 2:44:38  |
| 29. Jan. 2012 | Samuel Malakwen          | 2:16:55  | Raquel Maraviglia           | 2:41:39  |
| 27. Jan. 2013 | Luis Rivero Gonzalez     | 2:26:14  | Mariska Kramer              | 2:46:07  |
| 2. Feb. 2014  | Samuel Malakwen -2-      | 2:19:46  | Mariska Kramer -2-          | 2:49:28  |
| 25. Jan. 2015 | Luis Rivero Gonzalez -2- | 2:20:47  | Alemnesh Eshetu Habtemikael | 2:39:31  |
| 24. Jan. 2016 | Benazzouz Slimani -2-    | 2:24:56  | Allison Kieffer             | 2:55:30  |
| 29. Jan. 2017 | Christopher Zablocki     | 2:18:15  | Marta Ayela                 | 2:40:51  |